# Blanca von Hagen
Blanca Agathe Adelheid von Hagen (* 4. November 1836 in Breslau; † 8. Februar 1881 in Berlin) war eine deutsche Porträt- und Genremalerin.

## Leben
Blanca entstammte der neumärkisch-pommerschen uradeligen Familie von Hagen. Ihre Eltern waren Margarethe Adelheid von Bobers (1794–1877) und Tido von Hagen. Blanca von Hagen begann ihre Ausbildung zur Malerin in Dresden und Berlin. In München wurde sie im Atelier von Gyula Benczúr weitergebildet. Wieder in Berlin wurde sie eine Schülerin von Karl Gussow. Sie unternahm Studienreisen nach Italien und Paris. Anschließend nahm sie in Berlin ihren festen Wohnsitz. 1862 und 1870 wurde sie vom Kloster Stift zum Heiligengrabe in Heiligengrabe beauftragt zwei Bilder für das Kloster zu malen. Ihr Gemälde Heimkehr nach der Messe wurde von Kaiser Wilhelm käuflich erworben. Sie war Mitglied im Verein der Berliner Künstlerinnen.

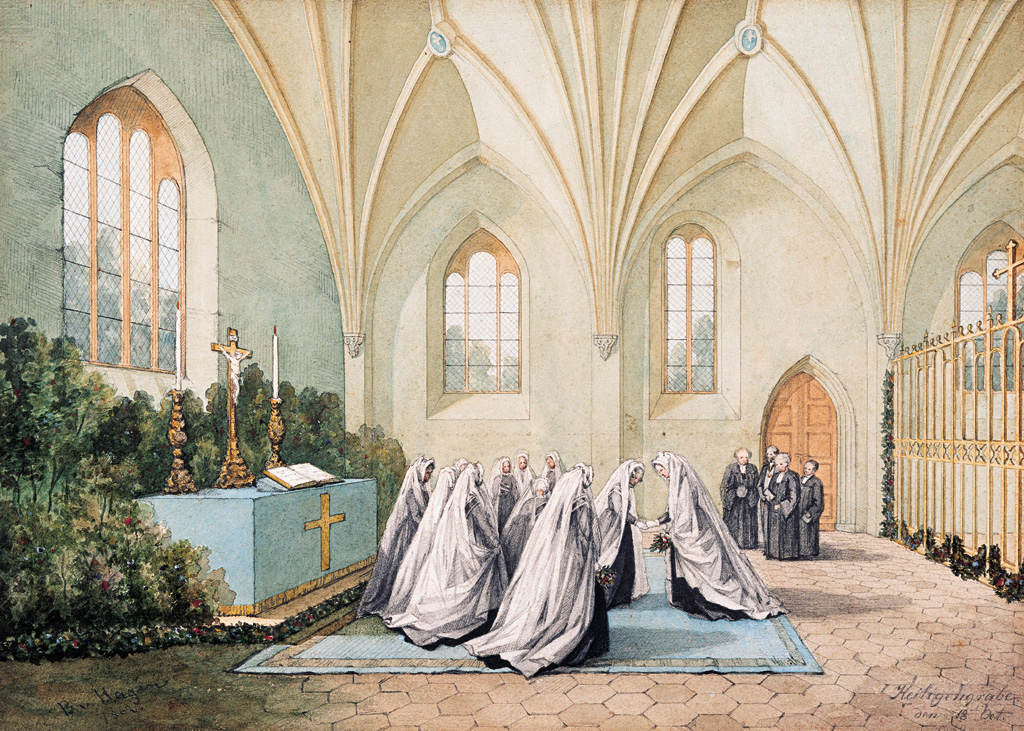
Feierliche Einführung einer Stiftsdame in der Heiliggrabkapelle (1862, Graphit auf Pappe, mit Wasserfarben aquarelliert)
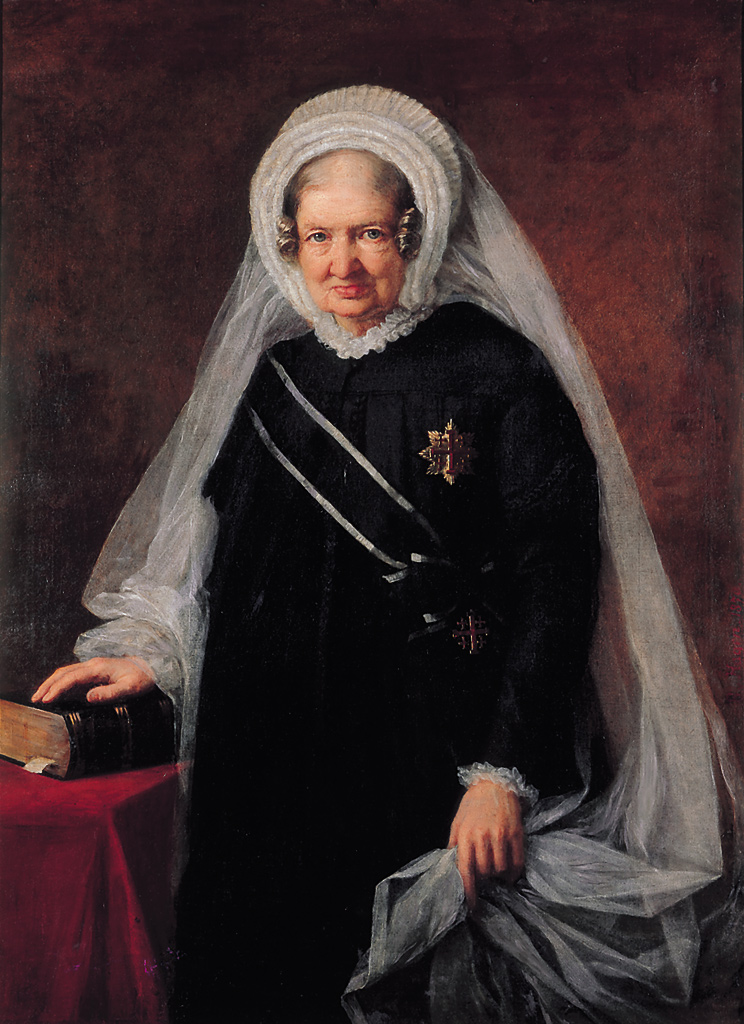
Luise von Schierstedt Porträt der Äbtissin Luise von Schierstedt (1794–1876) (1870, Öl auf Leinwand)

Werke (Auswahl)
- 1870: Bildnis einer Äbtissin
- 1874: Die Geschwister (Porträts)
- 1874: Walachisches Mädchen
- 1874: Heimkehr nach der Messe
- Auf der Kunstreise (Museum Lübeck)
- 1876: Hagar und Ismael in der Wüste (Museum Schwerin, Verzeichnis der Gemälde 1890, S. 78.)
- 1878: Am Krankenbett[4]
- 1879: Die Spielgefährten (mit der Dogge des Malers Sperling)
- Feldarbeiter bei der Mittagspause

## Ausstellungen (Auswahl)
- XLVI. Kunstausstellung der Königlichen Akademie der Künste 1868.[5]
- Berliner Akademische Ausstellung 1870 (Bild einer Äbtissin und Damenporträt in Pastellfarben)[6]
- Berliner Akademische Ausstellung 1871 (Porträts)[7][8]

## Genealogie
- Gothaisches Genealogisches Taschenbuch der Adeligen Häuser. Der in Deutschland eingeborene Adel (Uradel). 1904. Fünfter Jahrgang, Justus Perthes, Gotha 1903, S. 306. Blanca Agathe Auguste Adelheid von Hagen. geb. 4. Nov. 1835; gest. 8. Febr. 1881.